# Hinnerup
Hinnerup er en stationsby i Østjylland med 8.529 indbyggere  (2025), der er det administrative centrum i Favrskov Kommune i Region Midtjylland. Siden 2023 er det også den største by i Favrskov. Byen er beliggende 12 km nordvest for Aarhus C og fungerer i praksis som en forstad til denne. En stor del af beboerne pendler ind til domkirkebyen.
Sydvest for Hinnerup ligger den mindre by Søften, der i de senere år også har oplevet en større befolkningstilvækst. Hinnerup og Søften er kun adskilt af få hundrede meter åben land. Byerne har tilsammen
11.658 indbyggere (2025).
Hinnerup er i dag en ret opdelt by, først og fremmest fordi den gennemskæres af Lilleåen og Den jyske længdebane, men også Frijsenborgskovene og Nørreskov bidrager til opdelingen. Byen er fordelt på to kirkesogne, den største og nordlige del ligger i Haldum Sogn, mens den mindre og sydlige del ligger i Grundfør Sogn. Butiksområdet, stationen og det tidligere rådhus ligger i Haldum Sogn.
I byen ligger Fredensgade, der er kendt for sin julebelysning, der hvert år i december får op imod 45.000 personer til at besøge gaden.
Den globale coronakrise betød dog i julen 2020 og 2021, at julebelysningen blev voldsomt nedskaleret.
Også den lokale cykelhandler har op til jul en ret speciel og interaktiv juleudsmykning 
i udstillingsvinduerne i  Storegade, der er Hinnerups hovedgade.
SuperBrugsen i Hinnerup var den første af COOP's butikker der (i efteråret 2023) blev omdannet og omdøbt til COOP, men er sidenhen blevet til SuperBrugsen igen, da COOP droppede det nye “hverdagsmarked” pga. dårlig økonomi. 

## Historie
Byen kendes første gang i 1299 hvor den omtales som Hindthorp. Forleddet er formentlig dyret 'hind', mens efterleddet viser at der er tale om en udflytterby fra Vikingetiden eller Middelalderen. Byen blev sandsynligvis oprettet af udflyttere fra Grundfør.
Hinnerup bestod oprindeligt af 5 gårde og et mindre antal huse i det nuværende Gammel Hinnerup syd for det moderne centrum. Dette område hører til Grundfør sogn. Hinnerup havde sin egen lille middelalderkirke som blev revet ned omkring år 1600. Den lå hvor Rønbækskolen i dag ligger. Siden er byen blevet betjent fra kirkerne i Haldum og Grundfør.
Året 1862 markerer fødslen af det moderne Hinnerup, da den blev en station på den jyske hovedjernbane oprettet ganske tæt på Gl. Hinnerup. Stationen kom til området på initiativ af greven af Frijsenborg som ville have sin egen jernbanestation med selskabslokaler i sin nærhed. Han lavede en aftale med statsbanen som så byggede en station på den grund han skænkede. Inden 1862 var der kun én ejendom nord for Lilleåen, Hinnerup Brogård. Dele af denne gårds bygninger står endnu; de bruges til egnsarkiv og mødelokale.
I 1879-udgaven af Trap beskrives forholdene således: "Hinnerup Jernbanestation; 2. Kjøbmandshandler". Der var dog på det tidspunkt også både en træcellulosefabrik og et træskæreri.
Omkring århundredeskiftet blev byen beskrevet således: "Hinnerup-Broby, Stationsby med Skole, Realskole (opr. 1886), Lægebolig, Dyrlægebolig, Maskinfabrik, Ølbryggeri, flere Handelsetablissementer, Haandværkere, Kro, Jærnbane-, Telegraf- og Telefonst. samt Postekspedition; ved Stationen et Mindesmærke (Broncebuste, modell. af Bissen) for Fr. VII, rejst 1869."
I årene frem mod 1900 blev Hinnerup by langsomt bygget op på grundlag af grevens cellulosefabrik og anden industri. Byen grænser op til Frijsenborgskovene.
Omkring midten af 1950erne begyndte Gl. Hinnerup og stationsbyen Hinnerup at smelte sammen. Siden 1960'erne er der løbende blevet udstykket store arealer til parcelhusgrunde. Den sydlige del af Hinnerup regnes nu for fuldt udbygget, og den kommende byvækst sker i den nordlige del. 
Byen var tidligere hovedby i Hinnerup Kommune, Århus Amt.
Bofællesskabet Overdrevet ligger i den sydlige del af Hinnerup. Bofællesskabet ligger nabo til Søftendalen der strækker sig fra Rønbækken til Damsbro Mose ved Søften. 
Mellem Hinnerup, Grundfør, Søften og Trige ligger Himmerigskoven, en ny skov der er tilplantet over flere omgange. Den ældste (sydøstligste) del stammer fra 1993, den nyeste (nordvestlige) fra 2017-18. Den ældste del blev etableret for at give bedre mulighed for friluftsliv, mens den nyeste del primært er etableret for at beskytte Hinnerup Vandværks drikkevandsresurser. 
I skoven lige bag Kulturhuset er der anlagt en MTB-bane med flere tekniske udfordringer for mountainbikes. 
På de ujævne enge mellem byen og de nye høj-kvarterer i Hinneruplund græsser skotsk højlandskvæg. I dette område ligger også et tidligere teglværk. Det har siden været brugt som materielgård, men rummer nu Naturværket, et tilbud til fysisk og psykisk handicappede. Flere af de gamle lergrave ligger i dag hen som idylliske, men dybe småsøer.
Skuespilleren og komikeren Lars Hjortshøj er født i Hinnerup.

## Galleri
- Storegade i Hinnerup
- Fredensgade i Hinnerup er kendt for sin julebelysning